# 안도 다이스케
안도 다이스케(일본어: 安東 大介, 1991년 7월 18일~)는 일본의 축구 선수이다.

## 구단 경력
그는 2019년 J3리그의 후지에다 MYFC에서 뛰었다. 6경기에 출전하여, 1득점을 넣었다.